# 桟敷大祐
桟敷 大祐（さじき だいすけ、1976年1月24日 - ）は、日本のキャラクターデザイナー。京都府出身。
在学中に神風動画の立ち上げに参加。その後YAMATOWORKSでOVA『カクレンボ』、日清食品CM「FREEDOM」、短編アニメ『九十九』等のキャラクターデザインを手がけ、2010年に神風動画に再加入。
神風動画ではEXILEの『BOW & ARROWS』DVD収録のビデオクリップでキャラクターデザイン、スクウェア・エニックスのビデオゲーム『超速変形ジャイロゼッター』メカデザインなど、様々なデザインを手がけている。

## 作品リスト
アニメ映画（短編）
- 『九十九』（2013年、オムニバス『SHORT PEACE』内）キャラクターデザイン

OVA
- 『カクレンボ』（2005年）キャラクターデザイン
- 『コイ☆セント』（2010年）キャラクターデザイン

CM
- 日清食品「FREEDOM」（2006年-2008年）キャラクターデザイン

ゲーム
- 『超速変形ジャイロゼッター』メカデザイン
- 『SHORT PEACE 月極蘭子のいちばん長い日』キャラクターデザイン

ミュージックビデオ
- 倖田來未『Go to the top』キャラクターデザイン
- EXILE『BOW & ARROWS』キャラクターデザイン

Ｗｅｂ
- 『日本アニメ（ーター）見本市』 『月影のトキオ』(2015年）キャラクターデザイン

その他
- EXILE LIVE TOUR 2013 "EXILE PRIDE"　キャラクターデザイン
- 未来光子播磨サクラPV （2013年）　アニメーションキャラクターデザイン